# Huisne
Die Huisne ist ein Fluss im Zentrum Frankreichs, der in den Regionen Normandie, Centre-Val de Loire und Pays de la Loire verläuft. Sie entspringt im Gemeindegebiet von La Perrière, im Regionalen Naturpark Perche, entwässert anfangs nach Nordost, später nach Südost, schwenkt schließlich bei Condé-sur-Huisne auf Südwest und mündet nach rund 165 Kilometern in Le Mans als linker Nebenfluss in die Sarthe.

## Durchquerte Départements
in der Region Normandie
- Orne

in der Region Centre-Val de Loire
- Eure-et-Loir

in der Region Pays de la Loire
- Sarthe

## Orte am Fluss
(Reihenfolge in Fließrichtung)
- Rémalard
- Condé-sur-Huisne
- Nogent-le-Rotrou
- Le Theil
- La Ferté-Bernard
- Connerré
- Montfort-le-Gesnois
- Champagné
- Yvré-l’Évêque
- Le Mans